# 氟硼酸钴
氟硼酸钴是一种无机化合物，化学式为Co(BF4)2。可以形成六水合物和六乙腈合物，也能和磷杂吡唑类配体形成配合物。

## 制备
氟硼酸钴可由氟硼酸和碳酸钴反应得到。